# Campionati del mondo di winter triathlon del 2012
I Campionati del mondo di winter triathlon del 2012 (XVI edizione) si sono tenuti a Jämijärvi in Finlandia, in data 24 marzo 2012.
Tra gli uomini ha vinto per la seconda volta consecutiva il russo Pavel Andreev. Tra le donne ha trionfato la ceca Helena Erbenová..
La gara junior ha visto trionfare il russo Pavel Eliseev e la ceca Natalie Grabmullerova.
Il titolo di Campione del mondo di winter triathlon della categoria under 23 è andato al russo Pavel Yakimov. Tra le donne si è aggiudicata il titolo di Campionessa del mondo di winter triathlon della categoria under 23 l'austriaca Romana Slavinec.
La squadra russa ha vinto la staffetta mista.

## Risultati

### Élite uomini
| Pos. | Atleta             | Paese      | Corsa    | Bici     | Sci      | Totale   |
| ---- | ------------------ | ---------- | -------- | -------- | -------- | -------- |
|      | Pavel Andreev      | Russia     | 00:20:11 | 00:28:21 | 00:29:45 | 01:19:27 |
|      | Daniel Antonioli   | Italia     | 00:20:37 | 00:30:00 | 00:27:55 | 01:19:43 |
|      | Andreas Svanebo    | Svezia     | 00:20:36 | 00:28:48 | 00:29:28 | 01:20:21 |
| 4    | Evgeny Kirillov    | Russia     | 00:20:37 | 00:29:27 | 00:29:55 | 01:21:04 |
| 5    | Alberto Comazzi    | Italia     | 00:21:17 | 00:29:38 | 00:28:42 | 01:21:11 |
| 6    | Maxim Kuzmin       | Russia     | 00:20:38 | 00:30:27 | 00:29:11 | 01:21:25 |
| 7    | Tomas Jurkovic     | Slovacchia | 00:20:56 | 00:28:48 | 00:31:08 | 01:22:07 |
| 8    | Dmitriy Bregeda    | Russia     | 00:20:38 | 00:31:34 | 00:28:57 | 01:22:13 |
| 9    | Jon Erguin         | Spagna     | 00:21:46 | 00:30:08 | 00:29:37 | 01:22:45 |
| 10   | Kristian Monsen    | Norvegia   | 00:20:10 | 00:30:55 | 00:30:19 | 01:22:56 |
| 11   | Markus Rothberger  | Austria    | 00:21:49 | 00:30:43 | 00:29:26 | 01:23:25 |
| 12   | Silvio Wieltschnig | Austria    | 00:20:38 | 00:32:09 | 00:29:15 | 01:23:32 |
| 13   | Walter Polla       | Italia     | 00:21:45 | 00:32:07 | 00:29:30 | 01:24:40 |
| 14   | Oivind Bjerkseth   | Norvegia   | 00:21:22 | 00:30:21 | 00:33:08 | 01:26:33 |
| 15   | Pavel Jindra       | Rep. Ceca  | 00:22:38 | 00:31:12 | 00:31:40 | 01:26:54 |
| 16   | Antti Kosonen      | Finlandia  | 00:22:42 | 00:32:14 | 00:30:23 | 01:27:00 |
| 17   | Claudio Consagra   | Italia     | 00:22:27 | 00:38:20 | 00:28:17 | 01:31:07 |
| 18   | Joel Jokinen       | Finlandia  | 00:22:48 | 00:35:25 | 00:32:22 | 01:32:24 |
| 19   | Janne Huhtala      | Finlandia  | 00:23:02 | 00:37:07 | 00:31:58 | 01:34:04 |

### Élite donne
| Pos. | Atleta              | Paese     | Corsa    | Bici     | Sci      | Totale   |
| ---- | ------------------- | --------- | -------- | -------- | -------- | -------- |
|      | Helena Erbenová     | Rep. Ceca | 00:23:08 | 00:37:01 | 00:29:57 | 01:31:51 |
|      | Maija Oravamäki     | Finlandia | 00:23:13 | 00:36:55 | 00:30:00 | 01:32:00 |
|      | Borghild Løvset     | Norvegia  | 00:23:47 | 00:34:41 | 00:32:00 | 01:32:03 |
| 4    | Sarka Grabmullerova | Rep. Ceca | 00:24:54 | 00:36:22 | 00:32:55 | 01:35:51 |
| 5    | Tatiana Charochkina | Russia    | 00:25:52 | 00:38:10 | 00:31:43 | 01:37:11 |
| 6    | Simone Steinecker   | Austria   | 00:25:17 | 00:36:49 | 00:35:01 | 01:38:42 |
| 7    | Ksenia Chernykh     | Russia    | 00:28:20 | 00:38:01 | 00:31:39 | 01:39:27 |
| 8    | Eva Nyström         | Svezia    | 00:23:59 | 00:41:38 | 00:32:22 | 01:39:36 |
| 9    | Yulia Surikova      | Russia    | 00:24:31 | 00:41:05 | 00:34:29 | 01:41:38 |
| 10   | Suvi Lavonen        | Finlandia | 00:28:38 | 00:44:04 | 00:38:54 | 01:53:35 |
| 11   | Niina Aho           | Finlandia | 00:27:08 | 00:46:32 | 00:39:16 | 01:55:31 |
| 12   | Katja Koivulahti    | Finlandia | 00:31:43 | 00:44:32 | 00:38:34 | 01:57:15 |

### Under 23 uomini
| Pos. | Atleta              | Paese    | Corsa    | Bici     | Sci      | Totale   |
| ---- | ------------------- | -------- | -------- | -------- | -------- | -------- |
|      | Pavel Yakimov       | Russia   | 00:21:28 | 00:30:34 | 00:29:01 | 01:22:15 |
|      | Pavel Khanzhin      | Russia   | 00:21:27 | 00:30:24 | 00:30:17 | 01:23:20 |
|      | Viktor Kuznetsov    | Russia   | 00:21:28 | 00:31:59 | 00:28:59 | 01:23:41 |
| 4    | Carl-Fredrik Hagen  | Norvegia | 00:21:20 | 00:31:54 | 00:29:04 | 01:24:00 |
| 5    | Evgeny Bayguzov     | Russia   | 00:22:39 | 00:34:07 | 00:31:25 | 01:29:21 |
| 6    | Michael Ager        | Germania | 00:20:55 | 00:39:09 | 00:30:49 | 01:32:43 |
| 7    | Siim Kauge          | Estonia  | 00:23:14 | 00:40:35 | 00:31:55 | 01:37:16 |
| 8    | Michael Gschwendner | Germania | 00:23:02 | 00:40:20 | 00:36:16 | 01:41:43 |

### Under 23 donne
| Pos. | Atleta                 | Paese     | Corsa    | Bici     | Sci      | Totale   |
| ---- | ---------------------- | --------- | -------- | -------- | -------- | -------- |
|      | Romana Slavinec        | Austria   | 00:23:47 | 00:39:23 | 00:32:31 | 01:37:22 |
|      | Margarita Ovsyannikova | Russia    | 00:25:25 | 00:37:50 | 00:35:58 | 01:40:47 |
|      | Tone Dalen             | Norvegia  | 00:26:04 | 00:44:40 | 00:33:42 | 01:46:14 |
| 4    | Pauliina Oksanen       | Finlandia | 00:26:31 | 00:46:53 | 00:36:54 | 01:52:29 |
| 5    | Diana Nevenchenko      | Russia    | 00:26:28 | 00:46:31 | 00:39:28 | 01:54:31 |

### Junior uomini
| Pos. | Atleta              | Paese     | Corsa    | Bici     | Sci      | Totale   |
| ---- | ------------------- | --------- | -------- | -------- | -------- | -------- |
|      | Pavel Eliseev       | Russia    | 00:16:00 | 00:18:10 | 00:15:04 | 00:50:26 |
|      | Joni Mustonen       | Finlandia | 00:16:02 | 00:18:05 | 00:14:48 | 00:50:27 |
|      | Zhorzh Basyuk       | Russia    | 00:16:01 | 00:18:15 | 00:16:02 | 00:51:26 |
| 4    | Anton Ponosov       | Russia    | 00:16:01 | 00:18:30 | 00:16:11 | 00:51:52 |
| 5    | Roman Vasin         | Russia    | 00:16:00 | 00:18:58 | 00:17:04 | 00:53:14 |
| 6    | Lauri Lepistö       | Finlandia | 00:16:56 | 00:23:43 | 00:15:19 | 00:57:43 |
| 7    | Kari-Pekka Seppänen | Finlandia | 00:18:07 | 00:29:19 | 00:19:13 | 01:09:55 |

### Junior donne
| Pos. | Atleta                | Paese     | Corsa    | Bici     | Sci      | Totale   |
| ---- | --------------------- | --------- | -------- | -------- | -------- | -------- |
|      | Natalie Grabmullerova | Rep. Ceca | 00:19:26 | 00:21:34 | 00:18:00 | 01:00:48 |
|      | Tatiana Loginova      | Russia    | 00:18:27 | 00:23:37 | 00:17:19 | 01:01:08 |
|      | Noora Luokkala        | Finlandia | 00:20:14 | 00:27:19 | 00:19:48 | 01:09:14 |
| 4    | Sandra Schmidt        | Estonia   | 00:19:39 | 00:27:49 | 00:22:29 | 01:11:55 |
| 5    | Emmi Paukku           | Finlandia | 00:19:49 | 00:29:15 | 00:21:41 | 01:12:51 |

## Medagliere
| Pos. | Paese     | Oro | Argento | Bronzo |   |
| ---- | --------- | --- | ------- | ------ | - |
| 1    | Russia    | 3   | 3       | 2      | 8 |
| 2    | Rep. Ceca | 2   | 0       | 0      | 2 |
| 3    | Austria   | 1   | 0       | 0      | 1 |
| 4    | Finlandia | 0   | 2       | 1      | 3 |
| 5    | Italia    | 0   | 1       | 0      | 1 |
| 6    | Norvegia  | 0   | 0       | 2      | 2 |
| 7    | Svezia    | 0   | 0       | 1      | 1 |

## Staffetta mista
| Pos. | Paese    | 1 frazione | 2 frazione | 3 frazione | 4 frazione | Totale   |
| ---- | -------- | ---------- | ---------- | ---------- | ---------- | -------- |
|      | Russia   | 00:46:20   | 00:37:15   | 00:45:08   | 00:36:21   | 02:45:09 |
|      | Austria  | 00:45:27   | 00:37:25   | 00:45:07   | 00:37:34   | 02:45:38 |
|      | Norvegia | 00:47:23   | 00:39:28   | 00:42:04   | 00:37:48   | 02:46:51 |